# Buzău (župa)
Buzău je župa ve východní části Rumunska, ve Valašsku u hranice s rumunskou Moldávií. Jejím hlavním městem je Buzău.

## Charakter župy
Župa hraničí na východě s župou Brăila, na západě s župami Prahova a Brașov, na severu s župami Covasna a Vrancea a na jihu s župou Ialomița. Její území je na severu hornaté; zasahují sem Karpaty a na jihu nížinné, nacházejí se tam stepi Bărăgan. Největší řeka, která krajem protéká, je také Buzău, vlévá se o několik desítek kilometrů na východ od území župy do Siretu. Oblast byla v roce 2005 těžce poničená záplavami; zničily důležité silniční i železniční komunikace. Hlavní tratí je železniční spojení mezi rumunskou Moldávií a hlavním městem Bukureští, prochází i hlavním městem župy.

## Města
- Buzău (hlavní)
- Râmnicu Sărat
- Nehoiu
- Pogoanele
- Pătârlagele